# Manuel Costa (ciclista)
Manuel Costa, nacido en Villafranca del Panadés el 11 de octubre de 1921, fue un ciclista español profesional de 1942 a 1949. Llegó a liderar la Vuelta a España durante 22 jornadas y estuvo a punto de ganarla en dos ediciones.
En su palmarés destaca una victoria de etapa a la Vuelta en Cataluña de 1943 y una segunda posición final en la Vuelta en España de 1947.

## Palmarés
1943
- 1 etapa de la Volta a Cataluña

1945
- Campeón de España por Regiones

1947
- 2.º en la Vuelta a España

1948
- 1 etapa de la Volta a Tarragona

## Resultados en Grandes Vueltas y Campeonato del Mundo
Durante su carrera deportiva ha conseguido los siguientes puestos en las Grandes Vueltas y en los Campeonatos del Mundo en carretera:
| Carrera         | Carrera         | 1942 | 1943 | 1944 | 1945 | 1946 | 1947 | 1948 | 1949 |
| --------------- | --------------- | ---- | ---- | ---- | ---- | ---- | ---- | ---- | ---- |
|                 | Giro de Italia  | X    | X    | X    | X    | —    | —    | —    | —    |
|                 | Tour de Francia | X    | X    | X    | X    | X    | —    | —    | —    |
|                 | Vuelta a España | —    | X    | X    | 11.º | 4.º  | 2.º  | 6.º  | X    |
| Mundial en Ruta | Mundial en Ruta | X    | X    | X    | X    | —    | —    | —    | —    |

—: No participa

Ab.: Abandono